# Slowakei-Rundfahrt 1954
Das Etappenrennen Slowakei-Rundfahrt 1954 (slowakisch Okolo Slovenska) führte vom 19. bis 26. Juni über sieben Etappen. Es war die 1. Austragung des Etappenrennens Slowakei-Rundfahrt in der Tschechoslowakei. Gesamtsieger wurde Karl Nesl.

## Teilnehmer
Am Start standen 13 Mannschaften mit je sechs Fahrern aus dem Gastgeberland, darunter zwei Auswahlteams. Ausländische Mannschaften nahmen nicht teil. Die Rundfahrt war nur für Amateure offen.

## Rennen
Veranstalter war der tschechoslowakische Radsportverband. Die Gesamtdistanz betrug 1.188 Kilometer, wobei es einen Ruhetag gab. Eine Mannschaftswertung gab es nicht.

## Etappen
Die Rundfahrt führte über insgesamt sieben Etappen ohne Einzelzeitfahren.
1. Etappe Bratislava–Nitra, 150 Kilometer: Sieger Karel Nesl
2. Etappe Nitra–Lučenec, 187 Kilometer Sieger Karel Nesl
3. Etappe Lučenec–Kosice, 185 Kilometer: Sieger Vlastimil Ružička
4. Etappe Kosice–Prešov, 147 Kilometer: Sieger Vlastimil Ružička
5. Etappe Prešov–Svit, 160 Kilometer: Sieger Karel Nesl
6. Etappe Svit–Žilina, 172 Kilometer: Sieger V. Menschy
7. Etappe Žilina–Bratislava, 214 Kilometer: Sieger Vlastimil Ružička

### Einzel (Gelbes Trikot)
Im Endklassement siegte Karel Nesl mit deutlichem Vorsprung von mehr als 17 Minuten. Nesl startete für die Nationalmannschaft.
| Platz | Name              | Mannschaft       | Zeit        |
| ----- | ----------------- | ---------------- | ----------- |
| 1.    | Karel Nesl        | Tschechoslowakei | 34:02:25 h  |
| 2.    | Josef Křivka      | Tschechoslowakei | + 17:33 min |
| 3.    | Jan Kubr          | Tschechoslowakei | + 18:10 min |
| 4.    | Vlastimil Ružička | Tschechoslowakei | + 25:33 min |
| 5.    | Stanislav Čapek   | Tschechoslowakei | + 26:04 min |
| 6.    | Aloïos Nachtigall | Tschechoslowakei | + 31:21 min |